# Лосевая (приток Берёзовки)
Лосевая — река в России, протекает по Парабельскому району Томской области. Устье реки находится в 48 км по правому берегу реки Берёзовка. Длина реки составляет 24 км.

## Данные водного реестра
По данным государственного водного реестра России относится к Верхнеобскому бассейновому округу, водохозяйственный участок реки — Кеть, речной подбассейн реки — бассейн притоков (Верхней) Оби от Чулыма до Кети. Речной бассейн реки — (Верхняя) Обь до впадения Иртыша.
Код объекта в государственном водном реестре — 13010600112115200028242.